# William Man A Hing

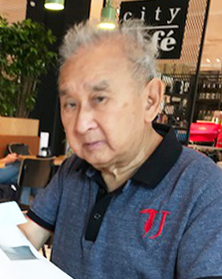
William Man A Hing

William Leonard Man A Hing (Paramaribo, 28 september 1937) is een Surinaams-Nederlands jurist, beeldend kunstenaar en surinamist, werkzaam in Nederland. Zijn publicaties gaan merendeels over de geschiedenis, genealogie en naamgeving van de Chinese Surinamers.

## Opleiding
William Man A Hing behaalde in 1956 het diploma AMS-B aan de Algemene Middelbare School in Paramaribo (vergelijkbaar met het diploma vwo-b. Hij stuurde Nederlands recht (met Rechtsfilosofie en Chinees recht) aan de Rijksuniversiteit Leiden (doctoraal in 1966).

## Werk
Man A Hing werkte van 1966-1971 als jurist bij het ministerie van Financiën in Suriname. Na een stage in 1967 bij de Europese Economische Gemeenschap te Brussel, werkte hij van 1968 tot 1971 als jurist bij het Kabinet van de Gevolmachtigde Minister van Suriname in Nederland, Den Haag. Vanaf 1971 tot 1983 werkte hij in de advocatuur in Suriname, en van 1984 tot 2002 in Amsterdam. In 1979 maakte hij deel uit van de Surinaamse afvaardiging onder leiding van minister R.R. Venetiaan naar de Derde Carifesta in Havana, Cuba.
Man A Hing was lid van de Lions Club Paramaribo North  en van de Chinese associatie Kong Ngie Tong Sang (KNTS) in Paramaribo.
Hij was redacteur van het tijdschrift Mamjo (uitgave van de Surinaamse Studenten Vereniging in Leiden, waar ook Rudi Kross en Pim de la Parra toe behoorden). Verder was hij redacteur van OSO (uitgave Stichting IBS) en van Wi Rutu (uitgave Stichting Surinaamse Genealogie). Man A Hing is lid van de Maatschappij der Nederlandse Letterkunde en van de Chinese vereniging Benelux Hakka Tsung Tsin Association. Hij fungeerde ook als uitgever van de dichter John Leefmans. Verder is hij aangesloten bij de Google-werkgroep "Netwerknaamkunde".
Auteur van diverse artikelen over de geschiedenis van Suriname; doodstraffen in Suriname; Surinaams-Chinese bevolkingsgroep en haar cultuur; Surinaams-Chinese persoonsnamen.

## Onderscheidingen
Man A Hing ontving een Gedenkpenning van de Stichting Surinaamse Genealogie (SSG Kring) en is Ridder in de Ere-Orde van de Gele Ster van Suriname (2002).
In het kader van het Immigraties & Emancipatie Jubileumjaar 2023 werd hem op 23 september 2023 een oorkonde uitgereikt door de Surinaamse president, Chandrikapersad Santokhi, "als blijk van waardering voor uw bijdrage aan de ontwikkeling van de cultuur en identiteit van het Surinaamse volk en de wederzijdse tolerantie en acceptatie van elkaar, ter bevordering van onze natievorming."

## Beeldende kunst
Als beeldend kunstenaar is Man A Hing autodidact. Zijn doeken zijn overwegend abstract en scharen zich bij het modernistische werk van andere Surinaamse kunstenaars als Erwin de Vries en Stuart Robles de Medina. Hij nam deel aan verschillende groepsexposities in Suriname. In 1963 en in 1967 werd zijn werk geselecteerd voor overzichtstentoonstellingen van Surinaamse kunst, gepresenteerd in Nederland (in 1967: Hedendaagse Kunst uit Suriname, Arti et Amicitiae, Amsterdam). Man A Hing was bestuurslid van de Nationale Kunstbeurs (NK66) in Suriname.

## Publicaties

### In boekvorm
- 1983 - De affaire Lijkwan. Een opzienbarende terechtstelling. Amstelveen/Paramaribo: Orchid Press.
- 1983 - Rechtdoende: veroordeelt tot de straffe des doods: Alphonse Pierre Coutanceau, Rohan (Rohanna No. 413/Oo), Nicodemus  Charles Apatoe. De drie laatste doodvonnissen gewezen door het Hof van Justitie in Suriname die tevens zijn geëxecuteerd. Paramaribo/Amstelveen: Orchid Books.
- 1999 - Minderjarigen en doodstraf in Suriname. Paramaribo/Amstelveen: Orchid Books.
- 2010 - Werkboek Contractarbeiders uit China voor Suriname 1858-1869. Amstelveen.
- 2011 - Van de roemruchte teloorgang van de Chinese vereniging Kong Ngie Tong (1880-1930). Paramaribo: Orchid Press.

### Verspreide bijdragen in bundels
- 1980 - "Overzicht van de invoer van Chinese contractarbeiders in Suriname". (chinese vertaling), in: Gedenkboek van Kong Ngie Tong (1880-1980). Paramaribo: Kong Ngie Tong Sang.
- 1990 - "Overview of the importation of Chinese contractlaborers into Suriname", in: Chiu Hung: A Short Biographical Sketch of Afoeng Chiu Hung. Paramaribo: Chiu Hung.
- 1984 - "(Er-)kent de wet religieuze namen", in: Themanummer " De goede naam" van Het Personeel Statuut, tgv het 50-jarig bestaan van de NEVABS.
- 1992 - "Eigen Vereniging en integratie", in: Sranan; cultuur in Suriname, redactie Chandra van Binnendijk e.a., Amsterdam, KIT.
- 1993 - "De gedaantewisseling der Chinezen", in: Binnen de grenzen: Immigratie, etniciteit en integratie in Nederland, onder redactie van Ruben Gowricharn. Utrecht: De Tijdstroom.
- 1993 - "De Chinese bevolkingsgroep: Een geisoleerde groep?", in: Immigratie en Ontwikkeling: Emancipatie van contractanten (onder redactie van L. Gobardhan -Rambocus en Maurits S. Hassankhan). Paramaribo: Anton de Kom Universiteit.
- 2000 - "The Hakkas in Surinam". In: The proceedings of the International Conference on Hakkaology. Hong Kong: Chinese University.
- 2002 - "Surinaamse Chinezen in kerknood", in: Libi Naga Bribi: Enkele aanzetten tot Surinaamse theologie, redactie Joop Vernooij. Feestbundel ter ere van Hein Eersel. Nijmegen: Nijmeegs Instituut voor Missiologie.
- 2002 - "Sranan-Hakka: een gewaagde propositie", in: Kompebuku gi Masra Hein Eersel, na okasie fu en aytitenti yari. Onder redactie van: Wilfred Campbell, Edwin Marshall, Lucia Nankoe. Paramaribo.
- 2006 - " Chinese migration to Suriname", in: Essays on the Chinese diaspora in the Caribbean, ed. Walton Look Lai. Trinidad & Tobago.
- 2009 -  "Chinese contractarbeiders en vrije migranten", in Sranan Famiri, redactie Pieter Bol en Jean Jacques Vrij. Den Haag: Centraal Bureau voor Genealogie.

### Verspreide bijdragen in tijdschriften[3]
- 1982 -  "Overzicht van de invoer van Chinese contractarbeiders in Suriname"; in: Mededelingen Surinaams Museum;
- 1982 - "Gerechtshof van Suriname: 17 september 1864: Hoe Kwai Jou contra de Districtscommissaris van Beneden-Para", in: Surinaams Juristenblad;
- 1985 - "Quo vadis Nederlands namenrecht?", in: Tijdschrift voor Familie- en Jeugdrecht, 1985;
- 1986 - "De invloed van zending en missie op de integratie der Chinezen", in: OSO;
- 1988 -  "De Chinese pers in Suriname", in OSO no.7/1;
- 1989 - " De zaak van Semire, de anthropofage" (1837), in: OSO; ook online verschenen in Caraïbisch Uitzicht[4]
- 1989 - " De roemloze ondergang van het stoomschip "Goslar" (co-auteur Evert van Laar), in: Tijdschrift voor zeegeschiedenis; ook in De West (dagblad in Suriname), 1989 en in Caraïbisch uitzicht[5];
- 1990 - "Surinaams-Chinese familienamen", in: OSO;
- 1995 - "Chinese geslachtsnamen in Nederland", in: Burgerzaken;
- 1997 - "Sluimerende waterschappen in Suriname: Decentralisatie versus deconcentratie", in: Het Waterschap;
- 2000 - "Karel V, de Carolina en Suriname", in: De West (2000) en Caraïbisch uitzicht[6] 2017;
- 2008 - "Surinamers (als verzetsstrijders) in de Tweede Wereldoorlog: Nederland: CD Lu-A-Si." (Wi Rutu, 2008); MG A-Tjak (Wi Rutu, 2009);
- 2009 - "Dr Samuel Kissam. En early American in Suriname. Tormented & Forlorn", in:Wi Rutu (2009) en in Caraïbisch uitzicht 2019[7];
- 2011 - "Surinaams-Chinese auteurs van proefschriften: kanttekeningen bij hun namen en achtergrond", in: Wi Rutu, 2011; 2018; 2019; 2020;
- 2015 - "Sranan Roots.Bosch Reitz-Aman: tropische aristocratie?", in Wi Rutu;
- 2016 - "Surinaamse krijgsgevangenen: dwangarbeid aan de Birma-Siam Spoorweg" [= Brug over de Kwai.], in: Wi Rutu, ook op Caraïbisch Uitzicht 2018 [8];
- 2019 - "Heraldisch wapen voor families met een Surinaamse achtergrond", in Wi Rutu;
- 2020 - "Bronnen en literatuur voor onderzoek naar Chinese immigranten in Suriname", in: Wi Rutu;
- 2020 - "Erfelijke overdracht van Surinaams-Chinese namen", in: Wi Rutu;
- 2021 - "Surinaams-Chinese namen van "vrije immigranten" en hun spellingsvarianten", in: Wi Rutu;

## Over William Man A Hing
- Lemma "Man A Hing, Willem Leonard." In: Personalities Caribbean. The international guide to who’s who in the West Indies, Bahamas and Bermuda. Seventh Edition 1982-1983, pp. 847-848.